# Vera Shimanskaya
Vera Vladimirovna Shimanskaya (née le 10 avril 1981 à Moscou) est une gymnaste rythmique russe.

## Biographie
Vera Shimanskaya remporte aux Jeux olympiques d'été de 2000 à Sydney la médaille d'or par équipe avec Irina Belova, Natalia Lavrova, Elena Chalamova, Maria Netesova et Irina Zilber.

## Palmarès

### Jeux olympiques
- Sydney 2000
  -  médaille d'or par équipe.

### Championnats du monde
- Séville 1998
  -  médaille de bronze par équipe.

### Championnats d'Europe
- Genève 2001
  -  médaille de bronze par équipe.